# Elof Ulaner
Fredrik Elof Ulaner, född 4 september 1905 i Fagersta, död 12 oktober 1992 i Stockholm, var en svensk målare och tecknare. 
Han var son till stålsynaren Carl Albert Ulaner och Elvira Cornelia Nordblad och från 1932 gift med frisören Karin Lundqvist. Ulaner studerade vid Barths målarskola i Stockholm 1936 och genom självstudier under resor till bland annat Frankrike, Tyskland, Nederländerna och Belgien. Separat ställde han bland annat ut i Hofors, Sollefteå, Södertälje, Norrtälje och på Galerie Acté samt Galleri S:t Nikolaus i Stockholm. Tillsammans med Carl-Eric Gustafsson ställde han ut i Fagersta och han medverkade i Sveriges allmänna konstförenings vårsalonger på Liljevalchs konsthall, flera Ölandssalonger på Ölands Skogsby under 1950- och 1960-talen samt Liljevalchs Stockholmssalonger 1962–1964. Han var medhjälpare till Armand Rossander när han utförde en större väggtemperamålning i Göteborg och vid tillkomsten av Rune Söderbergs altartavla i Strömsnäsbruks församlingshem 1956. Hans konst består av figurer, porträtt och landskapsskildringar från Norrland, Stockholmstrakten och Öland. Ulaner är representerad vid Stockholms stadsmuseum, Stockholms stad, Fagersta kommun och Hofors folkets hus.  